# Borda de Savoia
La Borda de Savoia és una borda del terme municipal de Conca de Dalt, dins de l'antic terme d'Hortoneda de la Conca, pertanyent a l'antiga caseria dels Masos de la Coma, al límit nord-est del municipi.
És una de les bordes dels Masos de la Coma, a la Coma d'Orient. És. juntament amb la Borda de Savoia, una de les dues que ocupen l'extrem oriental de la coma. Totes les altres són a ponent d'aquestes dues bordes.
Aquesta borda ja és del tot desapareguda, ja que només en queden algunes traces, a part del topònim.